# Dick Tracy (soundtrack)
De soundtrack van Dick Tracy bestaat uit drie verschillende albums. Danny Elfman componeerde de filmmuziek, terwijl de soundtrack met popnummers werd samengesteld door diverse artiesten. Madonna, die in de film ook een rol vertolkt, bracht later nog het album I'm Breathless uit met muziek van Dick Tracy.
De soundtrack van Dick Tracy wordt beschouwd als een van de pluspunten van de film. Stephen Sondheim won een Oscar voor het nummer "Sooner or Later (I Always Get My Man)". Filmcriticus Peter Travers van het tijdschrift Rolling Stone noemde de soundtrack dan weer een onderdeel van de meedogenloze promotiecampagne rond de film.

## Original Soundtrack
Deze soundtrack van de film bestaat uit popnummers van verscheidene artiesten als Jerry Lee Lewis, Brenda Lee, Erasure, Ice-T, Al Jarreau en Andy Paley. Paley is ook producer van de soundtrack. De meeste nummers zijn geïnspireerd door de muziekstijl uit de jaren 30.
Zes van de zestien nummers zijn niet te horen in de film. Het nummer "Dick Tracy" van Ice-T bestaat ook in een andere versie die later op single werd uitgebracht. Beide versies zijn niet in de film te horen.
1. "Ridin' the Rails" - k.d. lang, Take Six
2. "Pep, Vim and Verve" - Jeff Vincent, Andy Paley
3. "It Was the Whiskey Talkin' (Not Me)" - Jerry Lee Lewis
4. "You're in the Doghouse Now" - Brenda Lee
5. "Some Lucky Day" - Andy Paley
6. "Blue Nights" - Tommy Page
7. "Wicked Woman, Foolish Man" - August Darnell
8. "The Confidence Man" - Patti Austin
9. "Looking Glass Sea" - Erasure
10. "Dick Tracy" - Ice-T
11. "Slow Rollin' Mama" - LaVern Baker
12. "Rompin' & Stompin'" - Al Jarreau
13. "Mr. Fix It (1930s Version)" - Darlene Love
14. "Mr. Fix It" - Darlene Love
15. "It Was the Whiskey Talkin' (Not Me) (Rock & Roll Version)" - Jerry Lee Lewis
16. "Dick Tracy (90's Mix)" - Ice-T

## Original Score
Danny Elfman componeerde de soundtrack voor Dick Tracy. Een jaar eerder had hij ook de soundtrack gecomponeerd voor Batman (1989) van regisseur Tim Burton. Beide films waren op bekende stripfiguren gebaseerd, waardoor ze destijds regelmatig met elkaar vergeleken werden. Elfman had voor de twee films de soundtrack gecomponeerd en zag hoe Batman zijn "concurrent" Dick Tracy op bijna alle vlakken overtrof.
1. "Main Titles"
2. "After the Kid"
3. "Crime Spree"
4. "Breathless' Theme"
5. "Big Boy/Bad Boys"
6. "Tess' Theme"
7. "Slimy D.A."
8. "Breathless Comes On"
9. "Meet the Blank"
10. "The Story Unfolds"
11. "Blank Gets the Goods"
12. "Rooftops"
13. "Tess' Theme (Reprise)"
14. "The Chase"
15. "Showdown/Reunited"
16. "Finale"